# Geboorte van Maria
De Geboorte van Maria  (Γεννα Μαριας of "Genna Marias") ook wel de  Afdaling van Maria, is een gnostische tekst die beschreven wordt in de Panarion, het belangrijkste werk van Epiphanius van Salamis (310|315 - 403). Epiphanius doet dat in het tekstdeel over de borborieten.
Dit was een van meerdere gnostische groeperingen die waren voortgekomen uit de beweging van het sethianisme, die aan het eind van de vierde eeuw fragmenteerde. Epiphanius merkt op dat de borborieten talloze vervalsingen van Bijbelse literatuur geproduceerd hebben en een daarvan de Geboorte van Maria is. De tekst zou het verhaal vertellen dat Zacharias, in het Evangelie volgens Lucas de vader van Johannes de Doper, in de tempel gedood werd omdat hij een visioen had gezien en toen hij dat over visioen wilde vertellen hij uit angst met stomheid werd geslagen. 
Hij had namelijk in de tempel een man gezien in de vorm van of met het uiterlijk van een ezel. Nadat hij die persoon had aangesproken met de vraag wie hij aanbad, had die persoon zijn mond gesloten zodat hij niet kon spreken. Pas nadat anderen  zijn mond weer hadden geopend kon hij het verhaal vertellen met als gevolg dat hij gedood werd. Dit zou de reden zijn dat de hogepriester in de tempel bellen moest dragen, zodat het feitelijke voorwerp van verering in de tempel, de man in de vorm van een ezel, gewaarschuwd werd en zich kon verbergen zodat niemand hem zou zien.  
Dit verhaal is een gnostische exegese van de tekst over Zacharias uit het evangelie van Lucas. In dit evangelie werd Zacharias door het lot aangewezen om als priester dienst te doen in de tempel. Hij moest daar het reukoffer binnen brengen. Toen hij daar binnen was, verscheen een engel aan hem. Zacharias was bang voor de engel, maar de engel zei tegen hem niet bang te zijn. Hij zou een zoon krijgen, die vervuld zou zijn met de Heilige Geest en de wegbereider van de Heer zijn. Zacharias vroeg de engel waaraan hij dit kon weten. De engel antwoordde dat Zacharias niet zou kunnen spreken tot de dag van de geboorte van zijn zoon. Dit was inderdaad het geval, en wanneer hij de tempel weer uitkwam, was hij niet in staat om de menigte toe te spreken, die zich daar verzameld had. Toch begrepen zij dat hij een visioen had gezien.
Zacharias bleef inderdaad stom en zijn vrouw Elisabeth werd zwanger. Nadat Elisabeth een zoon gebaard had, wilden de buren het kind op de achtste dag besnijden en het de naam Zacharias geven, naar zijn vader. Elisabeth stond er echter op dat het kind Johannes genoemd zou worden. Men vroeg Zacharias om een beslissing te nemen. Hij vroeg om een schrijftafel, en schreef de woorden: 'Johannes is zijn naam'. Op dat moment werd hij verlost van zijn stomheid en werd hij vervuld met de Heilige Geest. Hij sprak de profetie die bekend is geworden als de lofzang van Zacharias.Een soortgelijke associatie van Zacharias als de vader van Johannes de Doper wordt beschreven in het Proto-evangelie van Jakobus. In dit verhaal weigert Zacharias aan Herodes de verblijfplaats van zijn zoon te onthullen en wordt daarop gedood.
De  Geboorte van Maria moet een sterk polemische tekst zijn geweest, gericht tegen in ieder geval joodse instituties zoals de tempeldienst. Het handelt in feite om de identificatie van de heilige figuur in de joodse tempel met een van de archonten of planeetmachten die beschreven wordt in het Apocryphon van Johannes, het gnostische manuscript waarin het meest uitgebreid de gnostische mythologie verhaald wordt. Archonten of planeetmachten waren demonische krachten, dienaren van de demiurg, die de goddelijke kern van mensen in hun lichamelijk omhulsel gevangen hielden en op die wijze hun verlossing trachtten te verhinderen. In dit verhaal is de demonische kracht de archont|planeetmacht Elaiou, die altijd het uiterlijk van een ezel heeft. De naam Elaiou is ontleend aan Elohim een van de namen voor God in de Hebreeuwse Bijbel. 